# Борисова, Елена Андреевна (искусствовед)
Еле́на Андре́евна Бори́сова (25 апреля 1928 ― 10 марта 2020) ― советский и российский историк архитектуры, искусствовед, доктор искусствоведения, член-корреспондент Российской академии архитектуры и строительных наук (РААСН), лауреатка Государственной премии РФ.

## Биография
Родилась 25 апреля 1928 года. В 1952 году окончила Ленинградский институт живописи, скульптуры и архитектуры имени И. Е. Репина АХ СССР по специальности «Искусствоведение». В 1955—1958 годах училась в аспирантуре московского Института истории искусств Академии наук в Москве (научный руководитель — И. Э. Грабарь). В 1964 году защитила кандидатскую диссертацию на тему «Архитектурное образование в Петербурге в первой половине XVIII века». В 1953—1955 годах работала сотрудницей научного отдела Государственной инспекции по охране памятников Ленинграда. С 1958 года работает в Государственном институте искусствознания в Секторе (Отделе) Изобразительного искусства и архитектуры (с 2013 — сектор Русского искусства Нового и Новейшего времени). В 1987 году защитила докторскую диссертацию на тему «Русская архитектура второй половины XIX века». Автор трудов по истории русского искусства и архитектуры. В 2004 году удостоена Государственной премии РФ за книги «Русский модерн» и «Русский неоклассицизм».
Ушла из жизни 10 марта 2020 года. Похоронена на Троекуровском кладбище.

## Семья
муж:  Юрий Петрович Гнедовский, архитектор
дочь: Татьяна Юрьевна Гнедовская, историк архитектуры